# Zmarli w roku 1843
Lista osób zmarłych w 1843:

## styczeń 1843
- 11 stycznia – Francis Scott Key, amerykański prawnik i poeta, autor hymnu państwowego Stanów Zjednoczonych[1]

## luty 1843
- 13 lutego – Nathaniel Chipman, amerykański prawnik i polityk[2]

## marzec 1843
- 14 marca – Stanisław Wodzicki, przywódca krakowskiego stronnictwa arystokratycznego[3]
- 21 marca:
  - Robert Southey, angielski poeta, przedstawiciel romantyzmu w literaturze angielskiej[4]
  - Guadalupe Victoria, meksykański polityk i wojskowy generał, pierwszy prezydent Meksyku w latach 1824–1829[5]

## maj 1843
- 28 maja – Noah Webster, amerykański leksykograf, autor podręczników, reformator ortografii[6]

## czerwiec 1843
- 7 czerwca – Friedrich Hölderlin, niemiecki poeta, uznawany za jednego z prekursorów klasyki weimarskiej oraz romantyzmu[7]

## lipiec 1843
- 2 lipca – Samuel Hahnemann, niemiecki lekarz, twórca współczesnej homeopatii[8]

## grudzień 1843
- 12 grudnia – Wilhelm I, król Niderlandów i wielki książę Luksemburga[9]